# هنري فان بيترز ويلسون
هنري فان بيترز ويلسون (بالإنجليزية: Henry Van Peters Wilson)‏ هو عالم حيوانات أمريكي، ولد في 1863، وتوفي في 1939.